# Tvärskog
Tvärskog è una località (tätort) della Svezia  sita nel comune di Kalmar.

## Storia
Tvärskog fu abitata sin dall'età del ferro. Non ci sono, tuttavia, tracce di insediamenti nelle età del bronzo e del rame. Nella periferia Nord di Tvärskog è stata trovata l'unica testimonianza di un insediamento antico. Momento di massimo sviluppo, per questa cittadina, fu l'inizio del XX secolo nel quale venne costruita la ferrovia Ljungbyholm–Karlslunda Järnväg che collegava Ljungbyholm a Påryd. Qualche decennio dopo si fondo a Tvärskog una segheria tuttora in funzione.
Il nome Tvärskog significa letteralmente "strada di passaggio nel bosco". 

## Società

### Evoluzione demografica
Abitanti censiti